# قاعة مشاهير الهوكي
قاعة مشاهير الهوكي ( (بالفرنسية: Temple de la renommée du hockey)‏ ) هو متحف وقاعة مشاهير تقع في تورنتو ، أونتاريو ، كندا. مكرسة لتاريخ هوكي الجليد ، وهي تحمل معارض حول اللاعبين والفرق وسجلات دوري الهوكي الوطني (إن إتش إل) وتذكارات و NHL بطولات ، بما في ذلك كأس ستانلي . تأسست قاعة مشاهير الهوكي عام 1943 في كينغستون ، أونتاريو ، بقيادة جيمس ت . ساذرلاند . تم إدخال الدرجة الأولى من الأعضاء المكرمين في عام 1945 ، قبل أن يكون لقاعة المشاهير موقع دائم. انتقلت إلى تورونتو في عام 1958 بعد أن سحب NHL دعمه لقاعة مشاهير الهوكي الدولية في كينغستون ، أونتاريو ، بسبب مشاكل التمويل. تم افتتاح أول مبنى دائم لها في ساحة المعرض عام 1961. تم نقل القاعة في عام 1993 ، وهي الآن في وسط مدينة تورونتو ، داخل بروكفيلد بليس ، ومبنى تاريخي لبنك مونتريال . استضافت قاعة مشاهير الهوكي معارض الاتحاد الدولي لهوكي الجليد (IIHF) وقاعة مشاهير IIHF منذ عام 1998.
لجنة مكونة من 18 شخصًا من اللاعبين والمدربين وغيرهم يجتمعون سنويًا في يونيو لاختيار المكرمين الجدد ، الذين يتم تعيينهم كلاعبين أو مسؤولين على الجليد. في عام 2010 ، تم إنشاء فئة فرعية للاعبات. تشمل فئة المديرين العامين والمعلقين وأصحاب الفرق وغيرهم ممن ساعدوا في بناء اللعبة. يتم إدخال الأعضاء المكرمين في قاعة المشاهير في احتفال سنوي يقام في مبنى قاعة المشاهير في نوفمبر ، يليه «قاعة مشاهير لعبة الهوكي» بين تورنتو مابل ليفز وفريق زائر. اعتبارًا من عام 2019 ، تم إدخال 284 لاعبًا (بما في ذلك ست من النساء) و 111 بناة و 16 مسؤولًا على الجليد في قاعة المشاهير  تم انتقاد قاعة المشاهير لتركيزها بشكل رئيسي على لاعبي دوري الهوكي الوطني وتجاهلهم بشكل كبير لاعبين من أمريكا الشمالية والدوريات الدولية الأخرى.

## التأسيس
تأسست قاعة مشاهير الهوكي من خلال جهود جيمس ت. ساذرلاند ، الرئيس السابق لجمعية هوكي الهواة الكندية (CAHA). سعى ساذرلاند إلى تأسيسها في كينغستون ، أونتاريو حيث اعتقد أن المدينة كانت مسقط رأس الهوكي. في عام 1943 ، توصل NHL و CAHA إلى اتفاق على إنشاء قاعة للمشاهير في كينغستون. كانت تسمى في الأصل «قاعة مشاهير الهوكي الدولية» ، وكانت مهمتها تكريم لاعبي الهوكي العظماء وجمع الأموال لموقع دائم. تم إدخال الأعضاء التسعة الأوائل (اللاعبين هوبي بيكر وتشارلي غاردينر وإدي جيرارد وفرانك ماكجي وهوي مورنز وتومي فيليبس وهارفي بولفورد وهود ستيوارت وجورج فيزينا ) في 30 أبريل 1945 ، على الرغم من أن قاعة الشهرة لا تزال لم يكن لديه منزل دائم. تألف مجلس المحافظين الأول من ريد داتون ، وآرت روس ، وفرانك سارجنت (رئيس هيئة CHA) ، وليستر باتريك ، وآبي إي إتش كو ، ويس ماكنيت ، وباسيل إي أوميرا ، وجيه بي فيتزجيرالد ، وواي هيويت.

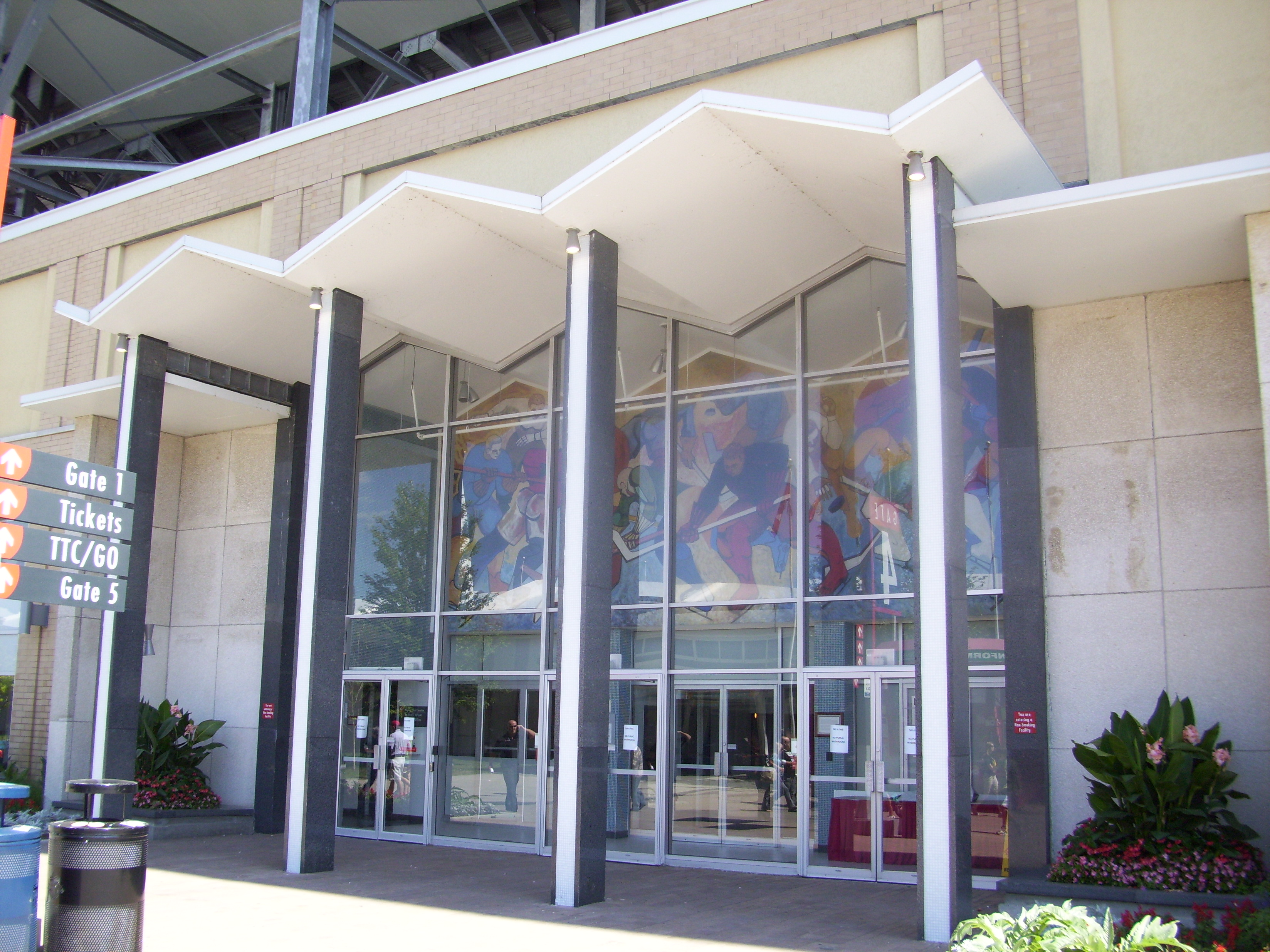
واجهة مبنى قاعة الشهرة بمعرض المعرض

خسر كينغستون المدافع الأكثر نفوذاً كموقع دائم لقاعة مشاهير الهوكي عندما مات ساذرلاند في عام 1955. بحلول عام 1958 ، لم تكن صالة مشاهير الهوكي قد جمعت ما يكفي من الأموال لبناء مبنى دائم في كينغستون. سئم كلارنس كامبل ، الذي كان آنذاك رئيس NHL ، من انتظار بدء البناء وسحب دعم NHL لتعيين القاعة في Kingston. في يناير 1958 ، توصل NHL والمعرض الوطني الكندي (CNE) إلى اتفاق لإنشاء مبنى جديد لقاعة الشهرة في تورونتو ، وتم تعيين فرانك جيه سيلكي المدير الإداري للمشروع.
في 30 مارس 1993 ، أُعلن أن جيل شتاين ، الذي كان في ذلك الوقت رئيسًا لرابطة الهوكي الوطنية لمدة تسعة أشهر ولكن تم تجاوزه لوظيفة المفوض الجديد لصالح غاري بيتمان ، سيتم إدخاله في القاعة ذو شهرة. كانت هناك ادعاءات فورية بأنه قد هندس انتخابه من خلال التلاعب في مجلس إدارة القاعة. بسبب هذه المزاعم ، قام مفوض NHL جاري بيتمان بتوظيف محاميين مستقلين ، أرنولد بيرنز وإيف فورتييه ، لقيادة التحقيق. وخلصوا إلى أن شتاين «تلاعب بشكل غير صحيح بالعملية» و «خلق المظهر والوهم الكاذبين» بأن ترشيحه كان فكرة بروس ماكنال . وخلصوا إلى أن شتاين ضغط على ماكنال لترشيحه ورفض سحب ترشيحه عندما طلب بيتمان ذلك. كان هناك نزاع حول دور McNall وكان Stein «قاطعًا في القول بأن الفكرة كانت السيد McNall». أوصوا بأن يتم إلغاء اختيار شتاين ، ولكن تم الكشف عن أن شتاين قرر رفض الحث قبل إعلانهم.